# Seremos amigos
Seremos Amigos es el tercer álbum de estudio de la banda argentina Los Gatos, editado el 30 de noviembre de 1968 por RCA Vik.

## Grabación y lanzamiento
Aunque la banda no logró conseguir sencillos exitosos con este álbum, como sí lo lograron con sus lanzamientos previos, el trabajo es ampliamente considerado como el mejor por fanes y seguidores. Publicado por el sello RCA Victor en su división VIK el 30 de noviembre de 1968, es el tercer disco de Los Gatos y el último álbum con su formación original, ya que durante la gira del grupo por Brasil, Kay Galiffi (guitarrista) se enamoró de una brasilera y se radicó allí para no volver a la Argentina por 39 años, justamente para la reunión del grupo. Este registro muestra a Los Gatos algo más psicodélicos que en su obra anterior (el disco que traía “Viento dile a la lluvia") en temas como “Mañana” o “La chica del paraguas”. Hasta se animan a un prototipo de rock espacial con “Cuando llegue el año 2000″, del cual abrevaron 30 años después artistas como Daniel Melero.

## Lista de canciones
- Todos los temas fueron compuestos por Litto Nebbia, excepto donde se indica.

Lado A
1. Seremos Amigos - 2:32
2. Yo vivía en las montañas - 2:23
3. Corriendo en la oscuridad - 2:31
4. Cuatro Meses - 1:57
5. Quizás no comprendan (Kay Galiffi) - 2:57
6. La chica del paraguas - 2:39

Lado B
1. Mañana - 3:05
2. No hay tiempo que perder - 2:09
3. Cuando llegue el año 2000 - 3:13
4. Esperando a Dios - 2:38
5. No me olvides - 2:31
6. Un hada al fin (Toth) - 3:28

- La reedición en CD, contiene la canción "Un día en el campo", que no aparece en el álbum original.

## Personal
- Litto Nebbia - voz principal y coros, pandereta y armónica
- Kay Galifi - guitarra principal
- Ciro Fogliatta - órgano y coros
- Alfredo Toth - bajo y coros
- Oscar Moro - batería